# 弦は呪縛の指で鳴る
『弦は呪縛の指で鳴る』は、月比古の1作目のアルバム。2005年9月20日にディウレコードから発売された。

## 概要
- 畑亜貴がボーカルを務める、プログレッシヴ・ロックバンド「月比古」のアルバム。
- 購入特典として「逃避王国の滅亡」という特典CDが同梱された。
- 作詞、作曲、編曲は特典CDを含め、畑亜貴自身が担当している。

## 収録曲
- 作詞・作曲・編曲は畑亜貴。

1. メソポタミア
2. ゴブラン
3. 弦は呪縛の指で鳴る
4. お札を納めに廃庭に
5. 現
6. 天狼星
7. 琥珀
8. 窒素揺れて
9. 解毒前夜
10. 砂丘歴
11. これは何の錯覚なのか
12. 無期灼熱
13. 骨の街

## 特典CD
1. 逃避王国
2. 始まりの唄
3. 許し合う闇
4. 逃避王国の滅亡